# La Graisse antique
La Graisse antique (France) ou La Danse du saindoux (Québec) (Lard of the Dance) est le 1er épisode de la saison 10 de la série télévisée d'animation Les Simpson.

## Synopsis
Alors que la rentrée des classes arrive, les enfants vont acheter leur matériel scolaire. Plus tard, Homer se rend au Kwik-E-Mart pour s'acheter un hot-dog et se rend compte qu'il n'a pas son goût habituel. Apu lui explique qu'une usine achète de la graisse pour la recycler. Homer se trouve donc un nouveau passe-temps : chercher de la graisse pour la revendre, il utilisera Bart comme nouvel associé et ce dernier ne pourra donc plus se rendre à l'école. Pendant ce temps une nouvelle élève arrive à l'école et Lisa Simpson devra se charger de lui faire visiter les lieux.